# Stârc cu gât negru
Stârcul cu gât negru (Ardea melanocephala) este o pasăre mare din familia Ardeidae, care se găsește în cea mai mare parte a Africii subsahariene și în Madagascar. Este în principal rezidentă, dar unele păsări din Africa de Vest se deplasează mai la nord în sezonul ploios⁠(d).